# 9 Leben
9 Leben ist ein deutscher Dokumentarfilm von Maria Speth aus dem Jahr 2011. Der Film, in dem es um neun obdachlose Menschen geht, die sich bereits als Jugendliche aus unterschiedlichen Gründen für ein Leben auf der Straße entschieden haben, wurde 2010 in Berlin gedreht und kam am 19. Mai 2011 in die deutschen Kinos.

## Handlung
Der Dokumentarfilm stellt Jugendliche aus unterschiedlichen Schichten der Gesellschaft vor und geht den Gründen nach, warum sie auf der Straße leben. Alle haben gebrochene Lebensläufe, haben
Vernachlässigung durch Eltern und Familie erlebt, sind Opfer häuslicher Gewalt, leiden unter sozialen Vorurteilen, sind obdachlos oder haben Suchtprobleme. Gezeigt werden sie alle vor dem gleichen neutralen Hintergrund eines Studios, wo sie in die laufende Kamera von sich erzählen. Die Regisseurin selbst beschränkt sich auf einige wenige Anmerkungen oder Fragen aus dem Off. Durch diese distanzierte Darstellung, die Respektierung der Persönlichkeit der einzelnen Interviewpartner und den Verzicht auf medienüblichen Voyeurismus und Sensationslust, versucht die Regisseurin beim Betrachter das Verständnis für die sozialen Probleme von Jugendlichen, für ihre Verletzungen und ihre Existenzkrisen zu wecken.

## Kritik
„Fernab aller Klischees über Obdachlose und Punks fängt Regisseurin Maria Speth (‚Barfuß‘) die ungeheure Kraft ein, die von diesen Menschen ausgeht. Betrachtet man ihre körperlichen und seelischen Narben, könnten sie alle bereits neun Leben gelebt haben. Trotz oder gerade wegen ihrer extremen Lebensumstände haben sie sich zu herausragenden Persönlichkeiten entwickelt, mit ganz individuellen Talenten und Lebensphilosophien. Es wird nicht ihr Alltag auf der Straße dokumentiert, sondern den Protagonisten die Möglichkeit gegeben, im Studio über sich und ihr Leben zu erzählen. Dadurch rückt die Person in den unmittelbaren Fokus.“

## Auszeichnungen
- 2010: Förderpreis der DEFA-Stiftung
- 2012: Deutscher Regiepreis Metropolis für die Beste Regie (Dokumentarfilm)